# Żyję w strachu
Żyję w strachu (jap. 生きものの記録 Ikimono no kiroku) – japoński dramat filmowy z 1955 roku, kręcony w Tokio.
Podczas pracy nad ścieżką dźwiękową do filmu zmarł Fumio Hayasaka. Nieżyjącego już kompozytora zastąpił Masaru Satō.

## Fabuła
Obawiający się wojny atomowej przemysłowiec, Kiichi Nakajima, chce zakończyć swoje interesy i uciec do Brazylii. Próbując zapobiec jego planom, rodzina zamierza go ubezwłasnowolnić. Nakajima podpala własną fabrykę, przez co załamuje się psychicznie i zostaje zamknięty w zakładzie dla chorych umysłowo.

## Obsada
- Toshirō Mifune jako Kiichi Nakajima
- Takashi Shimura jako Harada
- Eiko Miyoshi jako Toyo Nakajima
- Minoru Chiaki jako Jirō Nakajima
- Kazuo Katō jako Susumu
- Ken Mitsuda jako sędzia Araki
- Kiyomi Mizunoya jako pierwsza kochanka Kiichiego
- Nobuo Nakamura jako psychiatra
- Akemi Negishi jako Asako Kuribayashi
- Kamatari Fujiwara jako Okamoto
- Hiroshi Tachikawa jako Ryōichi
- Saoko Yonemura jako Taeko
- Yoshio Tsuchiya jako pracownik fabryki po pożarze

i inni

## Nagrody i nominacje[4]
9. MFF w Cannes (1956):
- udział w konkursie głównym o Złotą Palmę